# Grimpoteuthis wuelkeri
A Grimpoteuthis wuelkeri közepes méretű polipfaj. Első leírása 1920-ból származik.

## Leírása és életmódja
A fajt az Atlanti-óceán északi részének kontinentális lejtőin, 2055 méteres mélységben fedezték fel. Feltehetőleg a tenger fenekén él.
Teste maximum 400 milliméter hosszú, palástja 115 milliméter. Uszonyainak hossza a polip teljes testhosszának 70%-át teszi ki. Héja "U" alakot formáz.
Karjain egyenként 60-70 darab tapogató található, amelyek nem mutatnak nemi dimorfizmust. Karjainak kétharmad részét hálószerű képződmény borítja. Robusztus páncélzatának vastag alsó része van, úszóihoz erőteljes kinövések tartoznak.

## Fordítás
- Ez a szócikk részben vagy egészben  a   Grimpoteuthis wuelkeri című angol Wikipédia-szócikk ezen változatának fordításán alapul.  Az eredeti cikk szerkesztőit annak laptörténete sorolja fel. Ez a jelzés csupán a megfogalmazás eredetét és a szerzői jogokat jelzi, nem szolgál a cikkben szereplő információk forrásmegjelöléseként.